# Rotfleckiger Faulholzkäfer
|                    |                      |
| Abb. 1 Aufsicht    | Abb. 2 Seitenansicht |
|                    |                      |
| Abb. 3 Vorderseite | Abb. 4 Unterseite    |

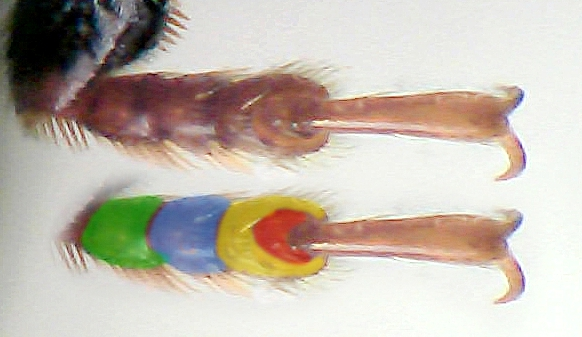
Abb. 5 Tarsus des Hinterbeins
Kopie unten 1. – 4. Glied gefärbt
4. Tarsalglied rot

Der Rotfleckige Faulholzkäfer (Tritoma bipustulata) ist ein  Käfer aus der Familie Erotylidae (Pilzkäfer).
Die Gattung Tritoma umfasst weltweit 13 Arten, von denen nur zwei in Europa anzutreffen sind. Der kleine Käfer lebt an Baumschwämmen.

## Körperbau des Käfers
Der Käfer ähnelt in der Form einem hinten etwas zugespitzten Marienkäfer und wird 3,5 bis 4 Millimeter lang. Er ist bis auf zwei rote Flecken schwarz. Die Oberseite ist kahl und glänzend.
Der Kopf ist teilweise in den Halsschild zurückgezogen. Die Augen sind fein facettiert. Die elfgliedrigen Fühler erreichen nicht den Hinterrand des Halsschildes. Sie enden in einer dreigliedrigen Keule. Diese und das Basalglied des Fühlers sind schwarz, die restlichen Fühlerglieder rot. Das Basisglied der Keule ist dreieckig, das mittlere Glied halbmondförmig und etwas größer als das runde Endglied.
 Das Endglied der viergliedrigen Kiefertaster ist breit beilförmig erweitert. Die Lippentaster sind dreigliedrig, ihr Endglied ist eiförmig.
Der Halsschild ist an den Seiten undeutlich gerandet, an der Basis ungerandet. Er ist wie der Kopf zerstreut und mäßig grob punktiert.
Die Flügeldecken tragen im vorderen Bereich einen großen roten Fleck, der in Größe und Form variiert. Er liegt außen breit der Flügelbasis an. Bei der Schulterbeule ist im Regelfall ein kleiner Bereich des roten Flecks angedunkelt. Gewöhnlich besteht zwischen dem Fleck und dem Schildchen sowie zur  Flügeldeckennaht ein deutlicher Abstand, die beiden Flecken können jedoch auch zu einem breiten Band zusammenfließen. Dann sind auch der Hinterrand des Kopfes und der größte Teil des Halsschildes sowie Fühler, Beine und Bauch rot. Jede Flügeldecke trägt acht schmale Punktstreifen, von denen die drei äußeren die Basis der Flügeldecke nicht erreichen. Die Intervalle zwischen den Punktstreifen sind fein und zerstreut punktiert.
Der Hinterleib ist unten (Abb. 4) dicht punktiert und leicht behaart. Die Hüften aller Beinpaare sind weit getrennt. Die Vorderhüfte ist quer oval, und in einer geschlossenen Vorderhüfthöhle eingelenkt. Die Hinterhüften sind quer. Die Schienen sind außen an der Spitze abgerundet und tragen dort kammartig gestellte kurze Stacheln. Die roten Tarsen sind alle fünfgliedrig, das vierte Glied (in Abb. 5 rot gefärbt) ist jedoch klein und zusammen mit der Basis des Klauenglieds im dritten Tarsalglied eingeschlossen, sodass die Tarsen viergliedrig zu sein scheinen.

## Bemerkungen zum Namen
Die Art wurde nach der binären Nomenklatur erstmals 1775 von Fabricius beschrieben. Fabricius definiert dabei auch die Gattung Tritoma durch den Bau der Mundwerkzeuge und der Fühler. Als erste von neun Arten der neuen Gattung beschreibt er bipustulata und beginnt die Beschreibung mit Tritoma atra, elytris macula laterali coccinea (lat. schwarze Tritoma mit einem roten Fleck seitlich auf den Flügeldecken). Dadurch erklärt sich der Artname bipustulāta (lat. mit zwei Pusteln) und der deutsche Namensteil rotfleckig.
Nach dieser Charakterisierung erklärt Fabricius in einer neuen Zeile Tritoma. Geoff. Ins.I. Nach den damaligen Gepflogenheiten bringt er damit zum Ausdruck, dass es sich bei der von ihm beschriebenen Art um den Käfer handelt, der von Geoffroy als Tritoma beschrieben wurde. Danach folgt die ausführliche Beschreibung von Tritoma bipustulata, die jedoch nicht auf den Bau der Beine eingeht.
Geoffroy verwendet bei seiner  Beschreibung von Tritoma, la tritôme (fr.) 1762 noch nicht die von Linné eingeführte binären Nomenklatur. Tritoma ist von altgr. τρί „tri“ für „drei“ und τομή „tomē“ für „Schnitt“ abgeleitet und bedeutet dreiteilig. Geoffroy selbst erklärt diesen Namen dadurch, dass der von ihm Tritoma genannte Käfer als einziger außer den Marienkäfern dreigliedrige Tarsen besitze (was nur bei den Männchen richtig ist, jedoch stand Geoffroy nur ein einziges Exemplar zur Verfügung). Außerdem besitzt die von ihm beschriebene Tritoma keine zwei gelbe Flecken insgesamt, sondern zwei auf jeder Flügeldecke. Der Name wird also von Geoffroy für einen anderen Käfer benutzt (heute Mycetophagus quadripustulatus,) als von Fabricius. Fabricius übernimmt aber den Namen von Geoffroy und überträgt ihn auf die Gattung.

## Biologie
Die Art findet man an und in Baumschwämmen, häufig an liegenden und modernden Stämmen und Stubben von Eiche und Buche. Sie ist auch unter verpilzter Rinde, an Zaunpfählen und an Ästen gefunden worden. Der Käfer ernährt sich von den Fruchtkörpern der Stielporlinge, Blätterporlinge und Wirrlinge. Die Käfer überwintern und können schon im frühen  Frühjahr erscheinen. Bezüglich des Auffindens geeigneter Habitate konnte im Versuch mit dem Pilz Trametes versicolor gezeigt werden, dass die Käfer sowohl auf die hauptsächlich von jüngeren als auch auf die hauptsächlich von älteren Pilzen abgegebenen Duftkomponenten durch verstärkte Fühleraktivität reagieren.
Käfer und Larven fressen an den Pilzen. Es gibt drei verschiedene Larvenstadien. Die Verpuppung findet in den Pilzen statt. Die Käfer sind ganzjährig anzutreffen, jedoch im Mai und Juni am häufigsten.
Die Art wird von Brachyserphus parvulus parasitiert. Die Käfer können durch Drüsen, die an den vier Ecken des Pronotums je eine Austrittspore besitzen, ein Sekret ausstoßen, das klar, geruchlos und leicht flüchtig ist. Dies geschieht im Versuch nur bei direkter Berührung, kann aber mehrmals hintereinander provoziert werden. Bei Reizung des Hinterleibendes kann darüber hinaus ein klares, übel riechendes und leicht flüchtiges Sekret ausgeschieden werden. Eine zugehörige Drüse konnte bis jetzt noch nicht gefunden werden, die chemische Analyse ergab weitgehende Übereinstimmung mit der Körperlymphe. Von einigen Komponenten sowohl der abdominalen Ausscheidungen als auch der Ausscheidungen des Pronotums konnte eine abschreckende Wirkung auf die Gelbe Wiesenameise nachgewiesen werden. In weiteren Versuchen ergaben sich auch antimikrobielle Effekte.
In Österreich fand man auf dem Rotfleckigen Faulholzkäfer die beiden Milben Urodiaspis tecta  und eine Art der Gattung Uroobovella.

## Verbreitung
Die Art ist in Europa von Sizilien bis nach Lappland verbreitet. Aus vielen Ländern, besonders in Osteuropa, liegen jedoch keine Meldungen vor.